# Lele (Togo)
Pour les articles homonymes, voir Lele.
Lele est une petite ville du Togo située dans la préfecture de Bassar, dans la région de la Kara

## Géographie
Lele est situé à environ 49 km de Kara.

## Vie économique
- Coopérative paysanne

## Lieux publics
- École primaire